# Ictalurus pricei
Ictalurus pricei es una especie de peces de la familia Ictaluridae en el orden de los Siluriformes.

## Morfología
Los machos pueden llegar alcanzar los 57 cm de longitud total.

## Distribución geográfica
Se encuentra al noroeste de México.